# Edward Pine Coffin
El comisario general Sir Edward Pine Coffin (1784 - 1862) fue un comisario inglés.

## Biografía
Edward Pine Coffin, era el hijo menor del Reverendo John Pine, nació en Eastdown, Devonshire, el 20 de octubre de 1784. Entró en el comisariado como secretario el 25 de julio de 1805, fue nombrado asistente interino al año siguiente, comisario general adjunto en 1809, comisario general adjunto en 1814 y comisario general el 1 de julio de 1840. Sirvió en el Cabo de Buena Esperanza desde 1805 hasta octubre de 1808, en España entre 1808 y 1809, incluido en la batalla de Elviña, desde abril de 1809 hasta agosto de 1810, desde octubre de 1810 hasta junio de 1811 y desde julio de 1812 hasta septiembre de 1814; también en los Países Bajos y Francia en 1815-16, en servicio especial en Bruselas en 1819 y en Canadá desde junio de 1819 hasta diciembre de 1822.
Durante los siguientes diez años estuvo con la mitad del salario en China y luego nuevamente en servicio en Canadá desde septiembre de 1833 hasta agosto de 1835. Desde ese momento hasta abril de 1841 estuvo en México encargado del deber de recaudar dólares para las arcas del comisariato, después de lo cual sirvió desde abril de 1843 hasta julio de 1845 en China, y desde enero de 1846 hasta marzo de 1848 en Irlanda y Escocia, además tuvo a su cargo de las operaciones de socorro en Limerick y en el oeste de Irlanda durante la hambruna irlandesa y la hambruna escocesa hasta agosto de 1846, al término de las cuales fue nombrado caballero por patente en reconocimiento a sus servicios. Fue empleado y pagado desde el 1 de abril de 1848 como uno de los comisionados de investigación sobre el funcionamiento de la Real Casa de la Moneda, cuyo informe se encuentra en los Documentos Parlamentarios. Coffin, que no estaba casado, murió en su residencia, Gay Street, Bath, el 31 de julio de 1862.